# Leptothorax ciferrii
Leptothorax ciferrii är en myrart som först beskrevs av Menozzi och Russo 1930.  Leptothorax ciferrii ingår i släktet smalmyror, och familjen myror. Inga underarter finns listade i Catalogue of Life.